# 알파 로메오 33 스트라달레 (2023)

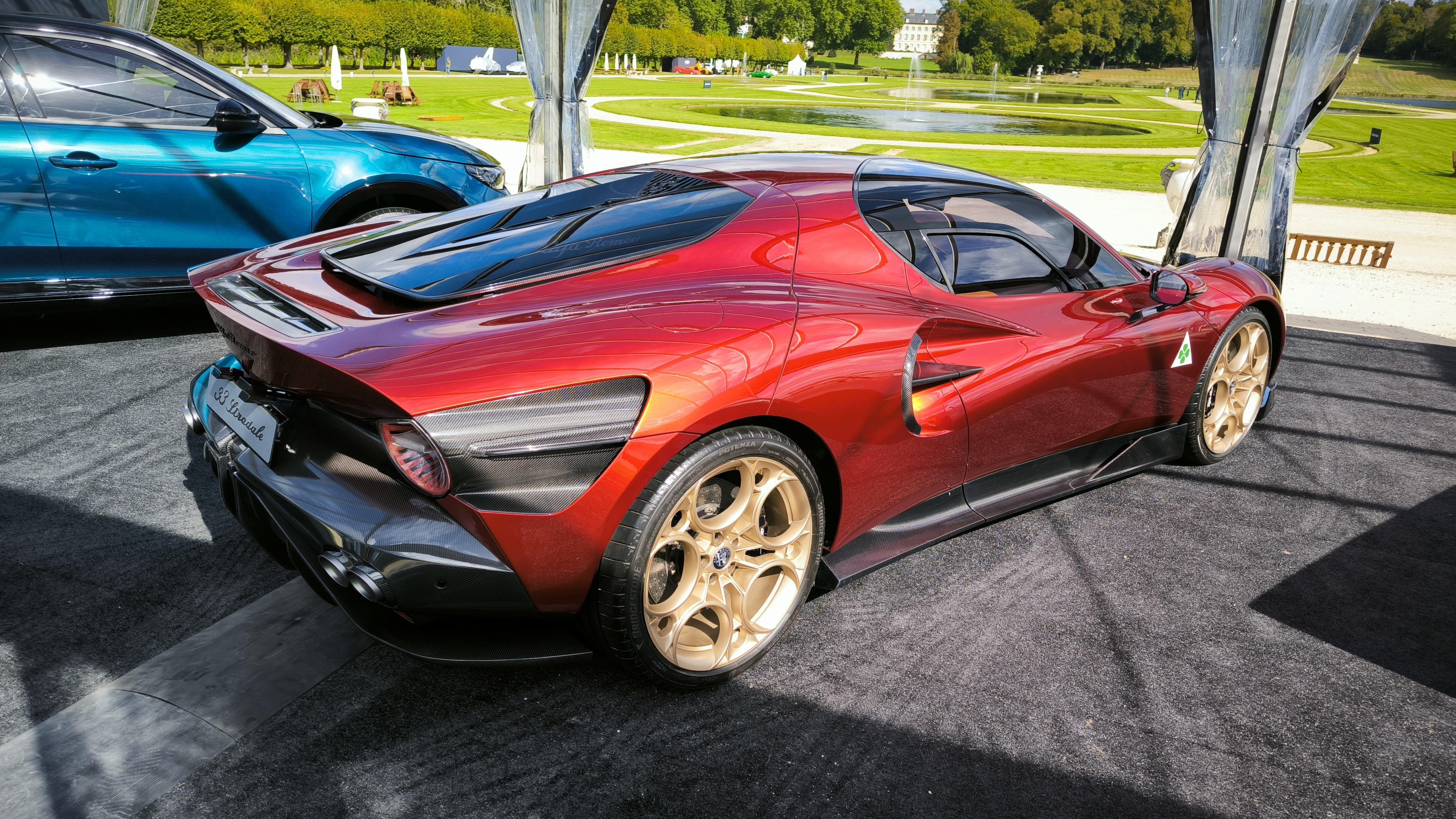
후면부

알파 로메오 33 스트라달레(Alfa Romeo 33 Stradale)는 이탈리아의 자동차 제조업체 알파 로메오가 제조한 스포츠카이다. 2023년 8월 30일 알파 로메오 박물관에서 공개된 이 차량은 3.0리터 트윈 터보차저 690T V6 엔진(줄리아 쿼드리폴리오의 엔진을 개발) 또는 전기 파워트레인 총 두 가지 파워트레인 옵션으로 출시되었다.

## 역사
이 프로젝트는 알파 로메오의 수장인 장 필립 임파라토의 주도로 2022년 6월에 개발을 시작했으며, 개발 작업의 일부를 마세라티 MC20을 개발하는 데 사용되어 중단됐던 알파 로메오 프로젝트에서 가져왔다. 이 차량은 1967년형 오리지널 모델에 대한 오마주로 제작되었으며, 2024년 6월에 33대만 한정 생산되었다. 스트라달레는 이탈리아의 차량 제작 회사인 투어링 슈퍼레제라에서 생산되었다.